# Grub (Eggenthal)
Grub ([ɡʁuːp] ⓘ) ist ein Gemeindeteil der oberschwäbischen Gemeinde Eggenthal im Landkreis Ostallgäu in Bayern.

## Lage
Der Weiler Grub liegt einige hundert Meter nordwestlich in einer Senke eines Höhenrückens über dem Ort Eggenthal.

## Geschichte
Der Ort erschien erstmals am 6. Juli 1209 in einer Bestätigungsbulle von Papst Innozenz III. als zu den Gütern des Klosters Ursberg gehörig. Der Ortsname dürfte auf die offensichtliche Lage des Weilers in einer Senke zurückzuführen sein. Grub gehört seit 1495 zur Eggenthaler Pfarrei St. Afra.

## Baudenkmäler
In der Ortsmitte gibt es eine kleine, im Jahr 1948 (nach anderen Quellen: 1884) erbaute Hofkapelle, die unter Denkmalschutz steht.